# Rotterdams Leescadeau
Het 'Rotterdams Leescadeau' is een Rotterdamse variant van het boekenweekgeschenk.
Op initiatief van “Rotterdam Culturele Hoofdstad” en de Gemeente Rotterdam is in 2001 een start gemaakt met het uitgeven van het Rotterdams Leescadeau, gekoppeld aan het Lezersfeest. Het Rotterdams Leescadeau is inmiddels een traditie. Auteurs die tot nu toe het Rotterdams Leescadeau hebben geschreven zijn:
- 2010 : Alex Boogers "Ziel"
- 2008 : Judith Visser “Ysabella”
- 2007 : Rashid Novaire “Afkomst”
- 2006 : Manon Uphoff “Bekentenissen”
- 2005 : Kristien Hemmerechts “De Schapen en de Bokken”
- 2004 : Nelleke Noordervliet “Miss Blanche"
- 2003 : Pauline Slot “Een korte affaire”
- 2002 : Abdelkader Benali “De Argentijn”
- 2001 : Astrid Roemer “Rosa”

In 2008 betreft het Rotterdams Leescadeau een jubileum-uitgave, in verband met het 25-jarig bestaan van de Centrale Bibliotheek. Het verhaal speelt zich deze keer daarom ook af in de bibliotheek. De gebruikelijke oplage van 20.000 stuks wordt eenmalig verhoogd naar 40.000 exemplaren. In 2008 wordt het boek als vijfdelige luisterversie uitgezonden op Radio Rijnmond, ingesproken door schrijfster Judith Visser. Later is het boek daar te downloaden.